# John Noble Goodwin

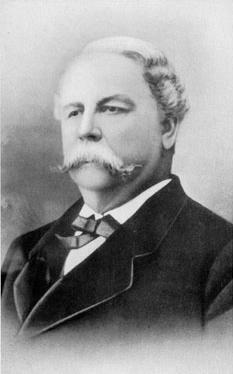
John Noble Goodwin

John Noble Goodwin (* 18. Oktober 1824 in South Berwick, York County, Maine; † 29. April 1887 in Paraiso Springs, Kalifornien) war ein US-amerikanischer Politiker und der erste Gouverneur des Arizona-Territoriums.
Goodwin studierte am Dartmouth College in Hanover bis 1844 Jura und wurde 1848 als Anwalt zugelassen. Danach ging er zurück in seine Geburtsstadt, eröffnete eine eigene Anwaltskanzlei und engagierte sich in der Politik. 1854 wurde er in den Senat von Maine gewählt, danach als Republikaner ins US-Repräsentantenhaus, dem er bis zum 3. März 1863 angehörte. Drei Tage später wurde er von US-Präsident Abraham Lincoln zum Obersten Richter des Arizona-Territoriums ernannt; am 21. August desselben Jahres wurde er erster Gouverneur des Territoriums, was er bis 1865 blieb.
Nach dem Ende seiner Amtszeit wurde er 1865 bis 1867 Delegierter des Territoriums im Kongress. Sein Nachfolger als Gouverneur wurde Richard C. McCormick. Nach dem Ende seiner politischen Laufbahn kehrte er nicht nach Arizona zurück, sondern war als Jurist in New York tätig.